# 秀美千手螺
秀美千手螺（学名：Chicoreus saulii）为骨螺科千手螺屬下的一个种。

## 扩展阅读
- 維基物種上的相關：秀美千手螺